# 機動戦士ガンダム THE ORIGIN MSD ククルス・ドアンの島
『機動戦士ガンダム THE ORIGIN MSD ククルス・ドアンの島』（きどうせんしガンダム ジ・オリジン エムエスディー ククルス・ドアンのしま）は、おおのじゅんじによる漫画。
テレビアニメ・劇場アニメの『機動戦士ガンダム』ではなく、それらのキャラクターデザインを務めた安彦良和による漫画『機動戦士ガンダム THE ORIGIN』をベースとした、スピンオフ作品である。

## 概要
『ガンダムエース』創刊15周年を記念し、2016年8月号（2016年6月25日発売）から2019年7月号（2019年5月25日発売）まで連載していた。キャラクターデザインはことぶきつかさが行っている。
テレビアニメ『機動戦士ガンダム』第15話「ククルス・ドアンの島」はストーリーの本筋から離れた話であるため、ファンから多くの支持を得ながらも劇場アニメ版・『THE ORIGIN』版ともどもカットされ、北米向けテレビシリーズビデオソフトでも未収録となっている。安彦も「捨て回」とは認識しながらも、「いい話」だと認めている。
タイトルの「MSD」は「Mobile Suit Discovery」の略であり、「宇宙世紀0082年にアナハイム・エレクトロニクスが自社で保管していたモビルスーツに関する膨大な資料を編纂する計画」とされている。
2021年9月にサンライズから劇場アニメーション『機動戦士ガンダム ククルス・ドアンの島』の製作が発表された際には本作のアニメ化だと早合点した人が多く見受けられた。

## あらすじ
ジオン公国軍開発訓練Y-02小隊は小隊長のククルス・ドアン特務少尉が脱走した後、それぞれ転属となった。各々は転属先で戦う中、ドアンのことを思い返す。
ジオン公国軍開発訓練Y-02小隊はククルス・ドアン特務少尉を小隊長に、モビルスーツの開発に携わっていた。アナハイムの産業スパイとなっていたマルク・カルデン少尉との戦闘行為などもあったが、モビルスーツの開発は順調に進んだ。
ジオン独立戦争が始まり、Y-02小隊はそのまま実戦部隊として戦線に駆り出される。ブリティッシュ作戦に携わり、多くの人々を殺戮した事実は、Y-02小隊の面々の精神に大きな影を落とすことになった。戦争は続き、Y-02小隊は地球方面軍へ編入され、北アメリカで地球連邦のゲリラ掃討の任に就く。一向に減らないゲリラに業を煮やした上層部は、ゲリラを匿う民間人ごとの掃討作戦をY-02小隊に命ずる。
（以降は、ククルス・ドアン脱走後、Y-02小隊が解散させられた後の話）
元Y-02小隊所属で北アメリカ方面軍所属のヴァシリー・ボッシュ伍長は、司令ガルマ・ザビ戦死後の混乱の中、本隊からも逸れ上官を失いヴァシリーが隊長の任に就いていた小隊は2機のガンダムFSDと遭遇する。ガンダムの攻撃からは辛くも逃れるが、同行していた部下の2人は戦死し、単身でカラカス近辺の小基地に辿り着く。同基地のゴンド伍長からは邪険に扱われたものの、ヴァシリーは元Y-02小隊所属のキッツ少尉と共に再会し、ジャブロー攻撃に参加する事になる。キッツ少尉とヴァシリーの所属する攻撃部隊は、2機の局地型ガンダムに大打撃を受ける。どうにかガンダムを退けたものの、キッツ少尉は部下全員を失い、自身も片腕を切断される重傷を負い、さらにはジャブロー攻撃軍のガルシア少将戦死の報も発生。キッツ少尉とヴァシリー、機体を失って這う這うの体で逃げてきたゴンド伍長はアッガイに乗る特務隊員に救われ、ジャブローを後にする。
一方、元Y-02小隊のカルカ軍曹とヤル・マル伍長は、ボスポラス海峡でオデッサ基地の守りに就いていたが、水中型ガンダムと遭遇、交戦する。オデッサ基地の陥落に伴い、カルカとヤル・マルは月のグラナダまで撤退する。
ソロモン戦後、ヴァシリーとカルカ、ヤル・マルは再びかつての上官ヤッ・デルマのもとに参集。ジャブローで共に生還したゴンド伍長も加わって、ア・バオア・クー戦に臨む事となる。

## 主な登場人物
本作でヴァシリー達が敵対する地球連邦軍のパイロットの描写は一切なく、一言も喋らない。
ヴァシリー・ボッシュ
北アメリカ方面軍所属で、階級は伍長。Y-02小隊の中で最も年若いパイロット。ドアンが指揮を執った最後の作戦では、彼が軍を去る間際まで同行していた。
後にキッツと共にジャブロー攻略に参加する。
サッシャ・キッツ
かつてドアン率いるY-02小隊のサブリーダーを務めていた少尉。眼鏡をかけた大柄な体格の男性。モビルワーカーの技能大会で3度優勝したこともあり、操縦技能は高い。軍属ではなかったがモビルスーツ開発のために招聘され、ヴァシリー達と共にテストパイロットを務めていた。
後にジャブローにおけるガンダムFSDとの戦いで部下全員を失い、自身も重傷を負ったままヴァシリー達と共にジャブローから生還した。
ククルス・ドアンが脱走するにあたって、相談してくれなかったことに複雑な思いを抱いている。
カルカ・ギッタ・マドファ
元Y-02小隊のテストパイロットの1人で、階級は軍曹。狙撃を得意とする女性パイロットで、射撃大会で多くの実績を残す程の腕前を誇る。小隊解散後はオデッサ方面、ボスポラス海峡の守備隊として再配備されたが、後にオデッサ陥落を経てヤル・マルと共にグラナダへと渡った。
絵を描くことが趣味であるが、風景画や動物画などに徹しており、人物画を書くことは殆ど無い。
ヤル・マル
元Y-02小隊のテストパイロットの1人で、階級は伍長。長髪の痩せた仏頂面の男性で、あるハプニングからなし崩しにテストパイロットに転向させられた人物。人懐っこいものの空気を読まずに軽薄な事を言ってしまうため、他人から鬱陶しがられる事も少なくない。但しテストパイロットとしての腕は悪くない。
マルク・カルデン
かつてY-02小隊に所属していたパイロットで階級は少尉。故人。
横柄で粗暴な性格をしており、テストを行う度に故障や欠陥箇所を報告しては開発を停滞させてきた。しかし裏ではアナハイムの産業スパイを買って出ており、その本心は『ジオンが本格的に戦争に乗り出す前に、MSを欠陥品だと示す事』にある。
宇宙世紀0077年6月23日にア・バオア・クー宙域で行われた実証テストの最中にその本性を現し、ドアンとキッツを亡き者にせんと攻撃をしかけるも、ドアンの駆るブグに押し切られてしまう。それでもドアン達に銃口を向けて抵抗しようとしていたが、宙域に置かれていたメガ粒子砲に機体を撃ち抜かれて戦死した。
彼の暴走の背後にはドアンの兄であるヤッ・デルマ大尉が何らかの形で関与したといわれているが、真相は不明である。
ヤッ・デルマ
Y-02小隊の上官で、階級は大尉(ブリティッシュ作戦直前に少佐となる)。ククルス・ドアンの兄。ムサイ級軽巡洋艦『ヴァールハイ』の艦長を兼任する。
ア・バオア・クー戦ではY-02小隊の仲間達と合流して、彼らと共に決戦に臨んだが、ギレン暗殺を機に勃発した要塞内での内紛を目の当たりにした事で、要塞を見限って一行と共に戦場を離脱した。
決戦直前、弟のドアンとよく似た雰囲気を持つヴァシリーに、ドアンが軍を去った本当の理由を打ち明けている。
ベリンダ
Y-02小隊で整備や通信を担当する眼鏡をかけた女性兵士で、階級は曹長。小隊解散後もヴァシリーと連絡を取り合い、試作機が仲間の元に届くように配慮している模様。
ククルス・ドアン
Y-02小隊の隊長で、階級は少尉。MS開発に携わる前は特務部隊に所属していた。
一年戦争時、ブリティッシュ作戦をはじめとした特務に数多く携わってきたが、ある作戦を終えた後、ヴァシリーに「軍を抜ける」とだけ告げ、姿を消した。
ブリティッシュ作戦でコロニー落としに使われたアイランド・イフィッシュに妻と息子が住んでいた事が送られてきた手紙で作戦後に判明するが、その手紙は軍の検閲によって意図的に配送が遅らされていた。この事で、軍とザビ家に対する不信感を抱くようになったためとヤッ・デルマはヴァシリーに語っている。

## 主な登場機体
開発訓練Y-02小隊が試験を行っていた機体
- MS-03 ヴァッフ
- MS-04 ブグ

Y-02小隊解散後の運用機体
- YMS-08B ドム試作実験機
ジャブロー攻略戦時にヴァシリーが搭乗する。
- MSM-03 ゴッグ
ボスポラス海峡に配属されたヤル・マルの乗機。
- MS-06JK ザクハーフキャノン
ジャブロー攻略作戦でキッツと部下達が搭乗していた機体。
- MS-11 アクト・ザク

連邦軍
- RX-78-01[N] 局地型ガンダム（北米戦仕様）
黒いカラーリングの機体。ランドセルから左肩部にキャノンが装備されている。
2017年10月にHG 1/144モデルが発売された。
- RAG-79-G1 水中型ガンダム
RAG-79 アクア・ジムに局地型ガンダムの設計データを盛り込み再設計し、エースパイロット用にチューンナップした機体。頭部がジムではなくガンダムに似せているため、「ガンダム」と呼ばれている。
- RX-78-01[FSD] ガンダムFSD
ロングレンジ・ビーム・ライフル装備の白い機体と、ガトリング・ガン装備の黒い機体がジャブロー防衛の任に就いている。
- RGM-79HC ジム・ガードカスタム
- FA-78-2 ヘビーガンダム

## 書誌情報
- 矢立肇・富野由悠季（原作）、安彦良和（漫画原作）、カトキハジメ（メカニカルデザイン）、ことぶきつかさ（キャラクターデザイン）、おおのじゅんじ（漫画） 『機動戦士ガンダム THE ORIGIN MSD ククルス・ドアンの島』 KADOKAWA〈角川コミックス・エース〉、全5巻
  1. 2017年2月25日発売[8]、ISBN 978-4-04-105343-0
  2. 2017年10月26日発売[9]、ISBN 978-4-04-106296-8
  3. 2018年3月26日発売[10]、ISBN 978-4-04-106700-0
  4. 2018年11月26日発売[11]、ISBN 978-4-04-107500-5
  5. 2019年8月26日発売[12]、ISBN 978-4-04-108469-4